# Виглино
Ви́глино — деревня в Лесном муниципальном округе Тверской области. 

## География
Деревня находится на высоте 177 м над уровнем моря в 13 км на юго-запад от центра муниципального округа села Лесное в верховьях реки Обретинка.

## История
В 1802 году в селе Виглино была построена каменная Покровская церковь с 3 престолами, метрические книги с 1802 года. 
В конце XIX — начале XX века село входило в состав Лопатинской волости Весьегонского уезда Тверской губернии. 
С 1929 года деревня являлось центром Виглинского сельсовета Лесного района Бежецкого округа Московской области, с 1935 года — в составе Калининской области, с 1994 года — в составе Борпрудовского сельского округа, с 2005 года — в составе Лесного сельского поселения, с 2019 года — в составе Лесного муниципального округа. 

## Население
Численность постоянного населения деревни составляет 5 человек (2008).
| 1859 | 1889 | 2002 | 2010 |
| ---- | ---- | ---- | ---- |
| 139  | ↗179 | ↘8   | ↘1   |

## Известные уроженцы
- Егор Ефремович Анкудинов (1910—1994) — участник Великой Отечественной войны, Герой Советского Союза[8].